# Abies ziyuanensis
Abies ziyuanensis (ялиця цзиюанська, кит.: 资源冷杉 (zi yuan leng shan)) — вид ялиць родини соснових. Іноді розглядається як різновид Abies beshanzuensis.

## Поширення, екологія
Країни проживання: Китай (Гуансі, Хунань). Це рідкісна ялиця, що зустрічаються на найвищих горах в Гуансі (повіт Цзиюань) і на кордоні з провінцією Хунань (повіт Ченбу-Мяо тощо), у вузькому поясі між 1650 м і 1750 м над рівнем моря. Ці гори мають прохолодний, дуже вологий клімат, з середньою річною температурою між 9,2º–12ºС, із зимовим періодом від чотирьох до п'яти місяців (листопад-березень), в якому середня температура знаходиться в межах від -3° до -5 °C (до -10 º). Погода зазвичай хмарна, з великим туманом, річна кількість опадів 2100–2400 мм і сніг триває з грудня по березень. A. ziyuanensis росте разом з іншими хвойними, розкидані в змішаному лісі переважають широколистяні дерева. Над 1700 м на горі Юаньбао він замінюється А. yuanbaoshanensis.

## Морфологія
Дерева до 30 м у висоту і 90 см діаметра на рівні грудей, з прямим круглим стовбуром і довгими, горизонтальними розлогими гілками. Кора гладка і сіра на молодих деревах, стаючи блідо-сірою, нерегулярно лускатою, ребристою і рифленою. Вегетативні бруньки від яйцеподібних до конічних, покриті шаром білої смоли, луски трикутні, світло-жовто-коричневого кольору. Листи розміром (1)1,5–3,5(4,2) см × 2,5–3,5 мм, є 2 білі смуги на нижній поверхні, вершини виїмчасті. Пилкові шишки бічні, в пазухах листків, ≈ 2 см завдовжки, жовті з червоними мікроспорофілами. Насіннєві шишки бічні, на 5–10 мм квітконосах, зелені або жовто-зелені, потім темно-зелено-коричневі, потім темно-коричневі під час зрілості, циліндричної-еліпсоїдні, розміром 7–12 × 3,5–4.5 см. Насіння пурпурно-сіре, довжиною ≈ 10 мм, 20–24 мм, включаючи плямисті, блискучі, широкі крила. Зимові бруньки конічні. Запилення відбувається у травні, насіння зріле у жовтні-листопаді.

## Використання
Поточне використання не записано.

## Загрози та охорона
Цей вид відомий тільки по менше ніж п'яти пунктах, деякі в безпосередній близькості. Нижче по горах, вид був вирубаний на деревину в минулому, але тепер це в основному припинилося. Нинішні загрози: зсуви і надмірний випас овець і великої рогатої худоби. Деякі субпопуляції живуть в охоронних районах.